# 正嘉
正嘉（1257年三月十四日至1259年三月二十六日）是日本的年號之一。這個時代的天皇是後深草天皇，由後嵯峨上皇實施院政。鎌倉幕府征夷大將軍為宗尊親王、執權為北條長時。

## 改元
- 康元二年三月十四日（1257年3月31日）改元正嘉
- 正嘉三年三月二十六日（1259年4月20日）改元正元

## 出處
- 《藝文類聚卷四·歲時部中·元正·晉傅玄朝會賦》：「採秦漢之舊儀，肇元正之嘉會。」

## 紀年、西曆、干支對照表
| 正嘉       | 元年   | 二年   | 三年   |
| 儒略曆日期 | 1257年 | 1258年 | 1259年 |
| 干支       | 丁巳   | 戊午   | 己未   |